# Estadi Océane
L'Estadi Océane (o Stade Océane), anteriorment Grand Stade du Havre, és un estadi multiusos situat a la ciutat de Le Havre, Alta Normandia, França. El recinte va ser inaugurat el 2012 i posseeix una capacitat per a 25.178 espectadors, tots en butaques. Acull els partits de local del Le Havre Athletic Club de la Ligue 1.
Reemplaça a l'anterior estadi del club el Stade Jules Deschaseaux en funcions des de 1932 fins a 2012, i seu d'un partit de la Copa Mundial de Futbol de 1938 entre Selecció de Txecoslovàquia i Holanda.
L'estadi va ser inaugurat el 12 de juliol de 2012, exactament dos anys després de l'inici de la construcció, amb un partit amistós entre Le Havre AC i Lille OSC amb triomf visitant per 2-1. El 15 d'agost de 2012, la Selecció francesa de futbol va disputar el seu primer partit a l'estadi davant la Selecció uruguaiana que va acabar en un empat sense gols davant de 25.000 espectadors.
L'estadi va ser seleccionat com una de les nou seus de la Copa Mundial Femenina de Futbol 2019 a realitzar-se a França.

## Esdeveniments

### Copa Mundial Femenina de Futbol de 2019
- L'estadi acollirà set partits de la Copa Mundial Femenina de Futbol 2019
| Data               | Selecció #1  | Resultat | Selecció #2       | Ronda                | Espectadors |
| ------------------ | ------------ | -------- | ----------------- | -------------------- | ----------- |
| 8 de juny de 2019  | Espanya      | 3 - 1    | Sud-àfrica        | Primera fase, Grup B | 12.044      |
| 11 de juny de 2019 | Nova Zelanda | 0 - 1    | Països Baixos     | Primera fase, Grup E | 10.654      |
| 14 de juny de 2019 | Anglaterra   | 1 - 0    | Argentina         | Primera fase, Grup C |             |
| 17 de juny de 2019 | Xina         | -        | Espanya           | Primera fase, Grup A |             |
| 20 de juny de 2019 | Suècia       | -        | Estats Units      | Primera fase, Grup F |             |
| 23 de juny de 2019 | 1r Grup A    | -        | 3r Grup C / D / E | Vuitens de final     |             |
| 27 de juny de 2019 |              | -        |                   | Quarts de final      |             |